# 관점 이론
관점 이론(standpoint theory)은 일부 학문 분야에서 상호주관적(intersubjective, 간(間)주관적) 담론들을 분석하는 데 사용되는 이론이다. 이 이론은 권위가 개인들의 지식(관점들)의 기반을 이루며, 권력이 권위의 배후에 존재한다고 주장한다.

## 비판
비판론자들은 관점 이론이 본질주의(essentialism)에 이의를 제기함에도 불구하고, 주관성과 객관성의 이원론에 초점을 맞추기 때문에 관점 이론 자체가 본질주의에 의존한다고 주장한다.
다른 한편으로, 실재론자들은 관점 이론이 모든 종류의 보편주의(universalism)를 거부하는 것이 오류라고 주장하면서 존재론적 실재론과 인식론적 상대주의를 구별해야 한다고 지적한다.

## 같이 보기
- 비판적 인종 이론
- 문화연구
- 집단사고
- 관점주의
- 침묵의 나선